# 东姑阿兹莎阿米娜
东姑阿兹莎阿米娜（1960年8月5日—），全称东姑哈嘉阿兹莎·阿米娜·麦姆娜·依斯干达利亚·本蒂·马尔诨·穆塔瓦恪·阿拉拉·苏丹·依斯干达·哈吉，第十六任马来西亚最高元首后，现任彭亨苏丹后、柔佛公主。